# Hydractinia serrata
Hydractinia serrata är en nässeldjursart som beskrevs av Paul Torben Lassenius Kramp 1943. Hydractinia serrata ingår i släktet Hydractinia och familjen Hydractiniidae.
Artens utbredningsområde är Norra Ishavet. Inga underarter finns listade i Catalogue of Life.